# Sint-Martinuskerk (Sint-Martens-Lennik)

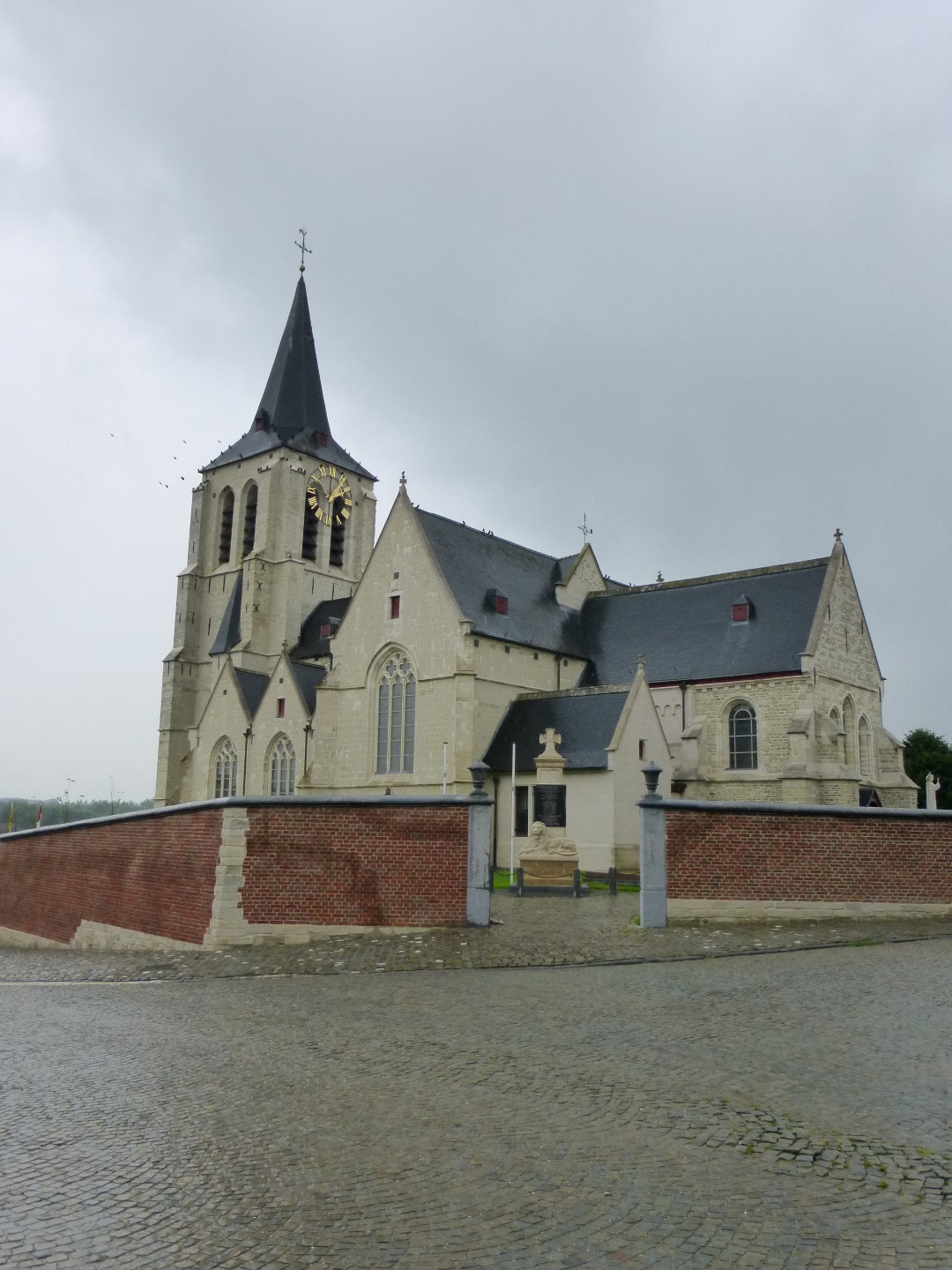
Sint-Martinuskerk

De Sint-Martinuskerk is de parochiekerk van de tot de Vlaams-Brabantse gemeente Lennik behorende plaats Sint-Martens-Lennik, gelegen aan het Dorp.

## Geschiedenis
Onder meer in de noordmuur van het schip zijn restanten van een 11e-eeuwse romaanse kerk behouden gebleven. Ook de westelijke traveeën van het koor zijn romaans. De oostelijke travee van het koor stamt uit de 2e helft van de 13e eeuw in laatromaans/vroeggotische stijl. Het transept is in het midden van de 14e eeuw gebouwd. In de 15e eeuw volgde de westtoren met het traptorentje. In 1907 vond een ingrijpende restauratie plaats.

## Gebouw
Deze driebeukige kerk werd opgetrokken in zandsteen en heeft een zware, voorgebouwde toren. De zuidelijke beuk heeft enkele dwarskapellen.
De kerk wordt omringd door een kerkhof.

## Interieur
Op een pilaar zijn sporen van een muurschildering te zien. Er is een 16e-eeuws schilderij Graflegging. Een drieluik van 1617, toegeschreven aan Abraham Teniers, toont de Opdracht van Jezus in de Tempel geflankeerd door enerzijds de Verzoeking van Sint-Antonius en anderzijds Sint-Paulus en Sint-Antonius Abt. De kerk heeft een 16e-eeuws Sint-Martinusbeeld en een beeld uit 1782 van dezelfde heilige.
De preekstoel van 1667 is in barokstijl en de biechtstoelen dateren van omstreeks dezelfde tijd. Het 16e-eeuws doopvont is in renaissancestijl.
De kerk bezit enkele grafstenen uit de 15e tot en met de 18e eeuw.